# RN-94
Le RN-94 est un véhicule de transport de troupes à 6 roues motrices (6x6) conçu par Nurol Machinery & Industry Co. Inc. (Nurol Makina) à Ankara, en Turquie et la société roumaine S.N Romarm SA (Filiala SC Moreni), située à Bucarest.

## Description
Il a été conçu en parallèle à l'Ejder, un autre véhicule produit par la compagnie Nurol Makina sur son initiative privée. Si le RN-94 fut d'ailleurs refusé au service actif en Turquie, son échec servira de base pour l'élaboration de l'Ejder.

## Protection
La caisse du RN-94 est constituée d'une structure blindée en acier trempé apportant une protection maximale contre les impacts de munitions anti-blindage de 7,62 mm et les éclats d'obus (shrapnell's).

## Utilisateurs
- Bangladesh - 9 véhicules (en version « MEDEVAC ») ont été commandés en 1994[1].
- Roumanie - prototype
- Turquie - prototype